# Čoln
Čóln je manjše vodno plovilo, namenjeno prevozu oseb in tovora po vodi. 

## Definicija
Splošno sprejeta velikostna meja za čolne je definirana z definicijo ladje ali bolje bruto tonaže, ki ga predpisujejo države na osnovi mednarodnih predpisov ter je povsod nad 500 BT. 
Primer takšne kratke definicije je: “ladja je plovilo, katere bruto tonaža je večja od 500 ton, moč strojnega kompleksa večja od 750 kW, v skladu s STCW konvencijo”, kar v tem primer pomeni, da so po definiciji vse drugo čolni. 
Drugi primer je od Westlawn Institute of Marine Technology, ki povzema Lloyd: “Čoln je vsako plovilo ali transportno sredstvo, ki plava na vodi ali deluje na vodi in je pod 197 čevljev (60 metrov) skupne dolžine (LOA). Čoln se lahko uporablja za zabavo, komercialne ali stanovanjske namene. Čoln je sinonim za majhna plovila v uporabi na morju. 
Ladja je vsako plovilo ali transportno sredstvo, ki plava na vodi ali deluje po vodi in je enaka ali večja od 197 čevljev (60 metrov) (LOA). Ladja se lahko uporablja za zabavo, komercialne ali stanovanjske namene. 
Mejna velikost med čolnom in ladjo je nujno poljubna; vendar Lloydov oddelek za mala plovila obravnava plovila, manjša od 60 metrov. Izkušnje so prav tako pokazale, da so izračuni vzdolžne trdnosti pod 60 metri ponavadi nepomembni, medtem, ko so ti izračuni nad 60 metri pomembni. To sta dva temeljna razloga za postavitev 60 metrov kot ločnice med čolni in ladjami”.(1)

### Slovenska zakonodaja vodnih plovil
Po slovenski zakonodaji je čoln plovilo, ki meri v dolžino manj kot 24 metrov. Med čolne sodijo tudi gliserji, vodni skuterji in rafti. Gliser je čoln, ki s pomočjo motorja drsi po vodni površini. Vodni skuter je čoln do 4 metre dolžine na motorni pogon in vodno turbino, ki ga upravlja oseba ali več oseb, stoje, sede ali kleče. Raft je plovilo, ki se po celinskih vodah uporablja za športne aktivnosti spustov.

## Zgodovina
Do sredine 19. stoletja so bili čolni grajeni iz naravnih materialov, predvsem lesa. Leta 1855 je bila patentirana železobetonska konstrukcija čolnov, od takrat pa so v gradnjo čolnov vnesli že mnogo drugih umetnih materialov, kot so steklena vlakna, poliester, ogljikova vlakna ipd. Kljub temu je les še vedno priljubljen material za gradnjo čolnov.
Za pogon se največkrat uporablja moč rok (preko vesel), vetra (z jadrom), ali motor, bodisi izvenkrmni ali vgrajen.

## Razvrstitev čolnov
Čolne največkrat razvrščamo po namenu uporabe, pa tudi po zgradbi oz. obliki ali pogonskem mehanizmu

### Po namenu uporabe
- barkasa
- dirkalni čoln
- hitri jurišni čoln
- ladijski čoln
- patruljni čoln
- reševalni čoln
- ribiški čoln
- torpedni čoln

### Po zgradbi
- čupa
- drevak
- dinghy
- gondola
- gumenjak
- kajak
- kanu
- batana
- pletna
- ranca
- raft
- airboat
- leteči čoln

### Po pogonskem mehanizmu
- čoln na vesla
- jadralni čoln
- motorni čoln
- reaktivni čoln

## Izpit za upravljanje čolna
Za večino čolnov je za njegovo upravljanje treba imeti izpit. Izjema so čolni na vesla in čolni na jadra do 7 m dolžine, za katere izpit ni potreben.
Oseba, ki upravlja čoln z motorjem moči do 7,35 kW (10KM) in do 7 m dolžine ali vodni skuter, mora imeti najmanj potrdilo o opravljenem preskusu znanja.
Oseba, ki upravlja čoln z motorjem moči nad 7,35 kW (10 KM) in nad 7 m dolžine, mora imeti potrdilo o usposobljenosti za voditelja čolna (Izpit za čoln).